# Anna Magnusson
Anna Magnusson (Piteå, 31 marzo 1995) è una biatleta svedese.

## Biografia
Ha esordito in Coppa del Mondo il 14 gennaio 2015 a Ruhpolding (12ª in staffetta) e ai Campionati mondiali a Kontiolhati 2015, dove si è classificata 72ª nell'individuale e 9ª nella staffetta.
Ai Mondiali di Oslo Holmenkollen 2016 è stata 53ª nella sprint, 57ª nell'inseguimento e 10ª nella staffetta, mentre nella successiva rassegna iridata di Hochfilzen 2017 si è piazzata 14ª nella sprint, 36ª nell'inseguimento, 59ª nell'individuale, 6ª nella staffetta e 6ª nella staffetta mista. Ha ottenuto il primo podio in Coppa del Mondo il 7 gennaio 2018 a Oberhof (3ª in staffetta). Ai XXIII Giochi olimpici invernali di Pyeongchang 2018, sua prima presenza olimpica, si è classificata 37ª nell'individuale e 2ª nella staffetta; ai Mondiali di Oberhof 2023 ha vinto la medaglia di bronzo nella staffetta e si è classificata 9ª nella sprint, 18ª nell'inseguimento, 26ª nella partenza in linea e 35ª nell'individuale, a quelli di Nové Město na Moravě 2024 ha conquistato la medaglia d'argento nella staffetta e si è piazzata 20ª nella sprint, 19ª nell'inseguimento, 25ª nell'individuale e 26ª nella partenza in linea e a quelli di Lenzerheide 2025 ha vinto la medaglia di bronzo nella staffetta ed è stata 20ª nella sprint, 7ª nell'inseguimento, 28ª nell'individuale, 19ª nella partenza in linea e 5ª nella staffetta mista.

## Palmarès

### Olimpiadi
- 1 medaglia:
  - 1 argento (staffetta a Pyeongchang 2018)

### Mondiali
- 4 medaglie:
  - 2 argenti (staffetta[1] a Östersund 2019; staffetta a Nové Město na Moravě 2024)
  - 2 bronzi (staffetta a Oberhof 2023; staffetta a Lenzerheide 2025)

### Mondiali juniores
- 2 medaglie:
  - 1 argento (staffetta a Cheile Grădiștei 2016)
  - 1 bronzo (sprint a Cheile Grădiștei 2016)

### Coppa del Mondo
- Miglior piazzamento in classifica generale: 14ª nel 2023
- 23 podi (2 individuali, 21 a squadre):
  - 5 vittorie (1 individuale, 4 a squadre)
  - 9 secondi posti (a squadre)
  - 9 terzi posti (1 individuale, 8 a squadre)

#### Coppa del Mondo - vittorie
| Data             | Località                | Nazione   | Specialità                                                |
| ---------------- | ----------------------- | --------- | --------------------------------------------------------- |
| 11 dicembre 2021 | Hochfilzen              | Austria   | RL (con Linn Persson, Elvira Öberg e Hanna Öberg)         |
| 1º dicembre 2022 | Kontiolahti             | Finlandia | RL (con Linn Persson, Hanna Öberg ed Elvira Öberg)        |
| 16 dicembre 2022 | Annecy Le Grand-Bornand | Francia   | SP                                                        |
| 1º dicembre 2024 | Kontiolahti             | Finlandia | RL (con Sara Andersson, Hanna Öberg ed Elvira Öberg)      |
| 26 gennaio 2025  | Anterselva              | Italia    | RL (con Johanna Skottheim, Ella Halvarsson e Hanna Öberg) |

Legenda:

SP = sprint

RL = staffetta